# Каланаков, Мадий Каланакович
Мадий Каланакович Каланаков (род. 1 февраля 1946) — советский и российский тренер по борьбе. Заслуженный тренер РСФСР (1986).

## Биография
Родился 1 февраля 1946 года в селе Чаган-Узун Кош-Агачского района Горно-Алтайской автономной области (ныне Республика Алтай).
В 1962 году окончил Кош-Агачскую среднюю школу. В 1967 году окончил Бийский техникум механизации сельского хозяйства. Занимался классической борьбой. В 1972 году первым в Горном Алтае получил звание мастера спорта СССР по классической борьбе после участия во всесоюзном турнире на приз Героя СССР генерала И. Раямова в Ташкенте.
С 1972 по 1979 год был тренером-преподавателем Горно-Алтайского областного Совета ДСО «Спартак». В 1981 году заочно окончил естественно-географический факультет Горно-Алтайского государственного педагогического института. Мадий Каланаков является одним из создателей школы греко-римской борьбы в Горном Алтае. С 1979 по 1991 год он возглавлял Детско-юношескую спортивную школу по классической борьбе при Горно-Алтайском областном спорткомитете. Позднее работал завучем Специализированной детско-юношеской школы подготовки Олимпийского резерва Республиканского комитета по физической культуре и спорту. Мадий Каланаков разработал правила для соревнований по национальной борьбе «Алтай Куреш». Был одним из инициаторов проведения спортивного праздника «Эл-Ойын». В 2013 году принял участие в эстафете олимпийского огня зимних Олимпийских игр.
Воспитал многих успешных борцов. Среди его учеников Иван Самтаев, Александр Манзыров, Альберт Толкочеков, Олег Шатин и другие.

## Награды и звания
- Мастер спорта СССР (1972)[2]
- Судья Всероссийской национальной категории (1979)[2]
- Заслуженный тренер РСФСР (1986)[2]
- Заслуженный тренер Республики Алтай (2004)[2]
- Почётный гражданин Республики Алтай (13 августа 2013) — за заслуги в профессиональной и общественной деятельности, вклад в социально-экономическое развитие республики, плодотворную работу по укреплению мира, дружбы и сотрудничества между народами[2]